# José Ignacio Goirigolzarri
José Ignacio Goirigolzarri Tellaeche (Bilbao, 4 de febrero de 1954) es un economista español. Fue consejero delegado del BBVA desde 2001 hasta 2009, presidente del holding estatal BFA Tenedora de Acciones así como de su principal empresa, Bankia, desde 2012 hasta marzo de 2021 y presidente ejecutivo de CaixaBank desde entonces hasta 2024.

## Biografía
Licenciado en Ciencias Económicas y Empresariales por la Universidad Comercial de Deusto (Bilbao) y en Finanzas y Planificación estratégica por la Universidad de Leeds (Reino Unido). 
Fue profesor de la Universidad Comercial de Deusto, en el área de Planificación Estratégica, entre los años 1977 y 1979. 

## Trayectoria
Ingresó en el Banco de Bilbao en 1977 en el área de Planificación Estratégica. En 1992 fue nombrado director general del BBV y en 1994 se incorporó al Comité de Dirección de la entidad. Fue responsable de Banca comercial en España y de las operaciones en América Latina.
En abril de 2001 fue nombrado director general de BBVA, responsable de Banca Minorista. En diciembre de 2001 fue designado consejero delegado del banco, puesto en el que permaneció hasta octubre de 2009. En este periodo fue también consejero de BBVA Bancomer (México), Citic Bank (China) y de CIFH (Hong Kong). Abandonó la entidad en 2009 acogiéndose a una jubilación anticipada a los 55 años, con una pensión anual de tres millones de euros.
También fue vicepresidente de Telefónica y Repsol.
Entre 2005 y 2009 fue presidente español de la Fundación España-USA y hoy patrono de honor.

### Presidente de Bankia
El 9 de mayo de 2012 fue elegido presidente de Bankia y del Banco Financiero y de Ahorros, luego BFA Tenedora de Acciones, por los consejos de administración de ambas entidades. En Bankia llevó a cabo el mayor ERE de la historia de España, cerrando más de mil oficinas y despidiendo a unos 7000 empleados. Bajo su dirección, Bankia recuperó la solvencia y volvió a generar beneficios, destacando su iniciativa en la devolución de las "cláusulas suelo" y en su empeño por devolver lo antes posible las ayudas del Estado recibidas por Bankia.

### Presidente de CaixaBank
Tras varios meses de negociaciones, el 26 de marzo culminó la fusión entre Bankia y CaixaBank bajo este último nombre. Tras esta fusión, Goirigolzarri dejó sus cargos anteriores y se convirtió en el presidente ejecutivo de la nueva entidad.
En octubre de 2024, ante las presiones del Banco Central Europeo por el modelo de gobernanza de los bancos españoles, presentó su dimisión como presidente ejecutivo de CaixaBank, siendo sustituido como presidente no ejecutivo a partir del 1 de enero de 2025 por el hasta entonces vicepresidente, Tomás Muniesa.

### Actividades posteriores
En la actualidad, José Ignacio Goirigolzarri es presidente de la Fundación FAD Juventud, consejero de la Asociación para el Progreso de la Dirección, patrono de Everis, de Orkestra y de la Confederación Española de Directivos y Ejecutivos (CEDE) y vicepresidente de Deusto Business School. Es, además, impulsor de Garum Fundatio y presidente del Consejo Asesor del Instituto Americano de Investigación Benjamin Franklin.[cita requerida]